# Dicranota (Paradicranota) simulans
Dicranota (Paradicranota) simulans is een tweevleugelige uit de familie Pediciidae. De soort komt voor in het Palearctisch gebied.